# Lövbergsknölen
Lövbergsknölen är ett naturreservat i Torsby kommun i Värmlands län.
Området är naturskyddat sedan 2012 och är 105 hektar stort. Reservatet omfattar sluttningar av berget ner mot myrmarker som också ingår i reservatet. Reservatet består av gammal barrskog och sumpskog. 